# Kolumny DSM
Kolumny DSM – technologia wzmacniania zbyt słabego podłoża budowlanego polegająca na wykonaniu w gruncie kolumn z cementogruntu. W podłożu o zbyt małej nośności wykonuje się serię kolumn pojedynczych w zaprojektowanych odstępach o określonej średnicy i długości (głębokości). Technologia stosowana może być przy wzmacnianiu podłoża zarówno dla budynków jak i innych różnorodnych budowli, w tym budowli liniowych: komunikacyjnych, hydrotechnicznych, i innych budowli takich jak np. mosty, wiadukty, wiatraki itp. Skrót DSM wywodzi się od angielskiej nazwy tej techniki: Deep Soil Mixing. Metoda ta została wynaleziona w Japonii w latach 70. XX wieku.
Do zalet tego typu rozwiązania zalicza się: brak wibracji przy wykonywaniu robót budowlanych, mniejszy niż przy wykonywaniu pali hałas, brak urobku i zastosowanie materiału miejscowego, a więc brak konieczności transportu i składowania dużych mas ziemnych i kruszywa, stosunkowo duża szybkość wykonywania i niższa cena w porównaniu z palami. Do niewątpliwych wad zalicza się przede wszystkim niejednorodność cementogruntu, znacznie mniejsza nośność w porównaniu z palami, oraz konieczność wykonywania prób wstępnych.
Tego typu zwiększenie nośności podłoża wykonuje się głównie w gruntach spoistych, choć czasami są stosowane także w gruntach niespoistych, w których można uzyskać kolumny o nośności zbliżającej się wartościami do nośności pali. Samo wykonanie pojedynczej kolumny polega na zagłębieniu w gruncie mieszadła, za pomocą którego odspajany jest grunt rodzimy występujący w danym miejscu i wymieszaniu go z odpowiednio dobranym spoiwem, najczęściej - wtłaczanym zaczynem cementowym (DSM Wet), ale także z podawanymi pneumatycznie w stanie suchym cementem i wapnem (DSM Dry), które wchodzą w wymagane reakcje dzięki wodzie zawartej w samym gruncie. W ramach wykonywania danej kolumny, mieszadło zagłębiane jest w gruncie kilkukrotnie. Podczas każdego zagłębienia jest ono obracane przy równoczesnym tłoczeniu zaczynu cementowego, co zapewnia odpowiednie wymieszanie spoiwa z gruntem, pełniącym rolę kruszywa i z wodą gruntową.
Najczęściej wykonywane kolumny DSM mają średnicę w granicach 0,4–1,0 m (0,6–1,5). Istnieje możliwość wykonywania kolumn o większej średnicy (przy pomocy kilku mieszadeł) i długości sięgającej kilku metrów (długość ta może przekraczać nawet 20 m, maksymalnie 25 m). Typowy rozstaw takich kolumn umieszczanych w regularnej siatce to 1–2 m. Istnieje także możliwość wykonywania kolumn na styk (bez odstępów między kolumnami) co pozwala kształtować palisadę, np. w celu zabezpieczenia wykopu, lub po dodaniu bentonitu – szczelną przesłonę przeciw wodną i przeciw filtracyjną, np. w wałach przeciwpowodziowych. Badania uzyskanego cementogruntu wykonuje się analogicznie jak dla betonu, tj. poprzez zgniatanie (ściskanie) kostek. W razie konieczności kolumny DSM mogą być zbrojone.